# Церква Вознесіння Господнього (Ґладишів)
Церква Вознесіння Господнього (пол. Cerkiew Wniebowstąpienia Pańskiego) — греко-католицька церква, розташована в селі Ґладишів, гміна Устя-Горлицьке Горлицького повіту, Малопольське воєводство, Польща. Церква входить до переліку об'єктів туристичного маршруту «Шлях дерев'яної архітектури».

## Історія
Церква була побудована в 1938—1939 роках (за іншими джерелами будівництво було завершено в 1940 році) місцевими майстрами.
У 1947 році жителів села під час операції «Вісла» переселили на територію західної частини Польщі, і церква була передана в державну власність. До 1985 року її приміщення використовувалося місцевої римсько-католицькою громадою. Храм був переданий греко-католицькій громаді після її відновлення.

## Опис
Згідно з проектом, храм побудований у формі грецького хреста. Первісний іконостас не зберігся. Усередині храму знаходяться три вівтарі: головний і два бокових, що датуються другою половиною XVIII століття, на яких знаходяться дві ікони із зображенням розп'ятого Ісуса Христа і Богородиці з немовлям на руках.